# AnimeJapan
AnimeJapan (jap. アニメジャパン) – japońskie targi anime, które po raz pierwszy odbyły się w centrum wystawienniczym Tokyo Big Sight w Tokio w marcu 2014 roku. Powstały z połączenia Międzynarodowych Targów Anime w Tokio z Anime Contents Expo.
Targi te organizowane są przez komitet wykonawczy AnimeJapan przy wsparciu Japońskiego Stowarzyszenia Animacji i Stowarzyszenia Wydawców Mangi.
AnimeJapan 2020 zostało odwołane z powodu pandemii COVID-19, w 2021 odbyło się online, a w 2022 powróciło do Tokyo Big Sight.

## Komitet wykonawczy
Komitet wykonawczy AnimeJapan składa się z następujących 19 firm:
- Animate
- Aniplex
- Bandai Namco Arts
- Bandai Namco Filmworks (Sunrise)
- Frontier Works
- Kadokawa Corporation
- King Records
- Marvelous
- NBCUniversal Entertainment Japan
- Nihon Ad Systems
- Nippon Animation
- Pierrot
- Pony Canyon
- Production I.G
- Satelight
- Shogakukan-Shueisha Productions
- Tezuka Productions
- Toei Animation
- TMS Entertainment

| Data             | Frekwencja                                    | Wystawcy                                      | Lokalizacja                                   |
| ---------------- | --------------------------------------------- | --------------------------------------------- | --------------------------------------------- |
| 22–23 marca 2014 | 111,252                                       | +100                                          | Tokyo Big Sight, Tokyo                        |
| 22-23 marca 2015 | 121,540                                       | +100                                          | Tokyo Big Sight, Tokyo                        |
| 25–27 marca 2016 | 135,323                                       | +100                                          | Tokyo Big Sight, Tokyo                        |
| 23–26 marca 2017 | 145,453                                       | +100                                          | Tokyo Big Sight, Tokyo                        |
| 22–25 marca 2018 | 152,331                                       | +100                                          | Tokyo Big Sight, Tokyo                        |
| 23–26 marca 2019 | 146,616                                       | –                                             | Tokyo Big Sight, Tokyo                        |
| 21–24 marca 2020 | Odwołany z powodu pandemii COVID-19 w Japonii | Odwołany z powodu pandemii COVID-19 w Japonii | Odwołany z powodu pandemii COVID-19 w Japonii |
| 27–30 marca 2021 | Online                                        | –                                             | Tokyo Big Sight, Tokyo                        |
| 26–29 marca 2022 | –                                             | +100                                          | Tokyo Big Sight, Tokyo                        |
| 25-28 marca 2023 | –                                             | +100                                          | Tokyo Big Sight, Tokyo                        |